# 乌克兰语全国联盟
乌克兰语全国联盟（烏克蘭語：Український Національний Союз），乌克兰極端民族主义、新纳粹主义政党，成立于2009年12月19日。现任领导人为维塔利·克里沃舍夫。該黨共有1000名黨員。

## 外部連結
- 官方網站 （乌克兰語）